# Kafr az Zayyāt
Kafr az Zayyāt är en ort i Egypten. Den ligger i guvernementet al-Gharbiyya, i den norra delen av landet, 90 km norr om huvudstaden Kairo. Kafr az Zayyāt ligger 18 meter över havet och folkmängden uppgår till cirka 90 000 invånare.

## Geografi
Terrängen runt Kafr az Zayyāt är mycket platt. Runt Kafr az Zayyāt är det mycket tätbefolkat, med 1 956 invånare per kvadratkilometer. Närmaste större samhälle är Tanta, 18,0 km öster om Kafr az Zayyāt. Trakten runt Kafr az Zayyāt består till största delen av jordbruksmark.